# Српска православна црква Светих Петра и Павла у Белој Цркви
Српска православна црква Светих Петра и Павла у Белој Цркви, месту у јужном Банату, недалеко од данашње границе са Румунијом, подигнута је у периоду од 1774. до 1780. године. Представља заштићено непокретно културно добро као споменик културе од великог значаја.
Градња цркве се поклопила са добијањем статуса слободне војне вароши, који је Бела Црква добила од Аустријско царство, 1777. године. Сама црква је барокна грађевина подигнута на темељима старијег храма, као једнобродни објекат са тролисном апсидом, плитким певничким испадима и звоником изграђеним над западним травејом. На фасади уочавамо уобичајене украсе где сокл и кровни венац деле фасаду хоризонтално, а пиластри и профилисани оквири за прозоре – вертикално. На западном прочељу изграђен је забат са волутама. У апсиди су три полукружно засведене нише, а у наосу и над хором изведени су сферни сводови.
О изради иконостаса и зидних слика говори запис на северном зиду, изнад средњег прозора: познати дрворезбар Аксентије Марковић урадио је конструкцију 1793. године, Павел Ђурковић, сликар из Будима насликао је иконе за време столовања Јосифа Јовановића Шакабенте, епископа вршачког, а Симеон Јакшић, житељ Беле Цркве, осликао је зидове и сводове 1810. године. Темељну обнову сликарства иконостаса и зидова, са позлатом, извео је 1898. године, Ђока Путник са сином Иваном. У цркви се налази плаштаница која је везена у Бечу 1769, а припадала је старом храму који је постојао на месту данашњег.